# Lithiumborhydrid
Lithiumborhydrid ist eine chemische Verbindung aus der Gruppe der Lithiumverbindungen und Borane.

## Gewinnung und Darstellung
Lithiumborhydrid kann durch eine Metathese-Reaktion von Natriumborhydrid und Lithiumbromid erzeugt werden.
{\displaystyle {\ce {NaBH4 + LiBr -> NaBr + LiBH4}}}
Die direkte Bildung aus metallischem Lithium, Bor und Wasserstoff ist im Prinzip möglich, erfordert aber extreme Bedingungen (150 at Wasserstoffdruck, 650 °C).
Auch die Herstellung aus (intermediärem) Diboran (zum Beispiel aus Lithiumhydrid mit Bortrifluorid in Diethylether) ist möglich.
{\displaystyle {\ce {2LiH + B2H6 -> 2LiBH4}}}

## Eigenschaften
Lithiumborhydrid ist ein brennbarer, hygroskopischer, weißer bis grauer Feststoff. Er zersetzt sich bei Kontakt mit Wasser oder feuchter Luft und bildet dabei Wasserstoff.
{\displaystyle {\ce {LiBH4 + 2H2O -> LiBO2 + 4H2 ^}}}
Die Verbindung kristallisiert bei Raumtemperatur in der Raumgruppe Pnma (Raumgruppen-Nr. 62) mit den Gitterkonstanten a = 7,17858(4) Å, b = 4,43686(2) Å, c = 6,80321(4) Å in einer orthorhombischen verzerrten Wurtzit-Struktur. Bei höheren Temperaturen liegt eine hexagonale Kristallstruktur in der Raumgruppe P63mc (Raumgruppen-Nr. 186) mit den Gitterkonstanten a = 4,27631(5) Å, c = 6,94844(8) Å vor.

## Verwendung
Lithiumborhydrid wird als Reduktionsmittel für Aldehyde, Ketone, Lactone, Epoxide und Ester in der organischen Chemie verwendet.